# Puchenstuben
Puchenstuben – gmina w Austrii, w kraju związkowym Dolna Austria, w powiecie Scheibbs. Według Austriackiego Urzędu Statystycznego liczyła 323 mieszkańców (1 stycznia 2014).